# Barège
Ne doit pas être confondu avec Barèges (homonymie).

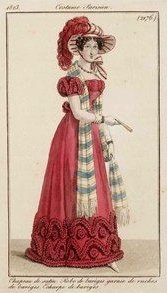
Costume parisien - Chapeau de satin- Robe de barèges garnie de ruches de barèges - Écharpe de barèges- 1823

Le barège est une étoffe de laine légère et tissée lâche, originellement fabriquée à Barèges, en France.
La laine de caprins servait à élaborer un cachemire pour notamment tisser des robes, des écharpes, ou des sautoirs

Barèges - Fête des bergers 15 août 2014 - Travail de la laine
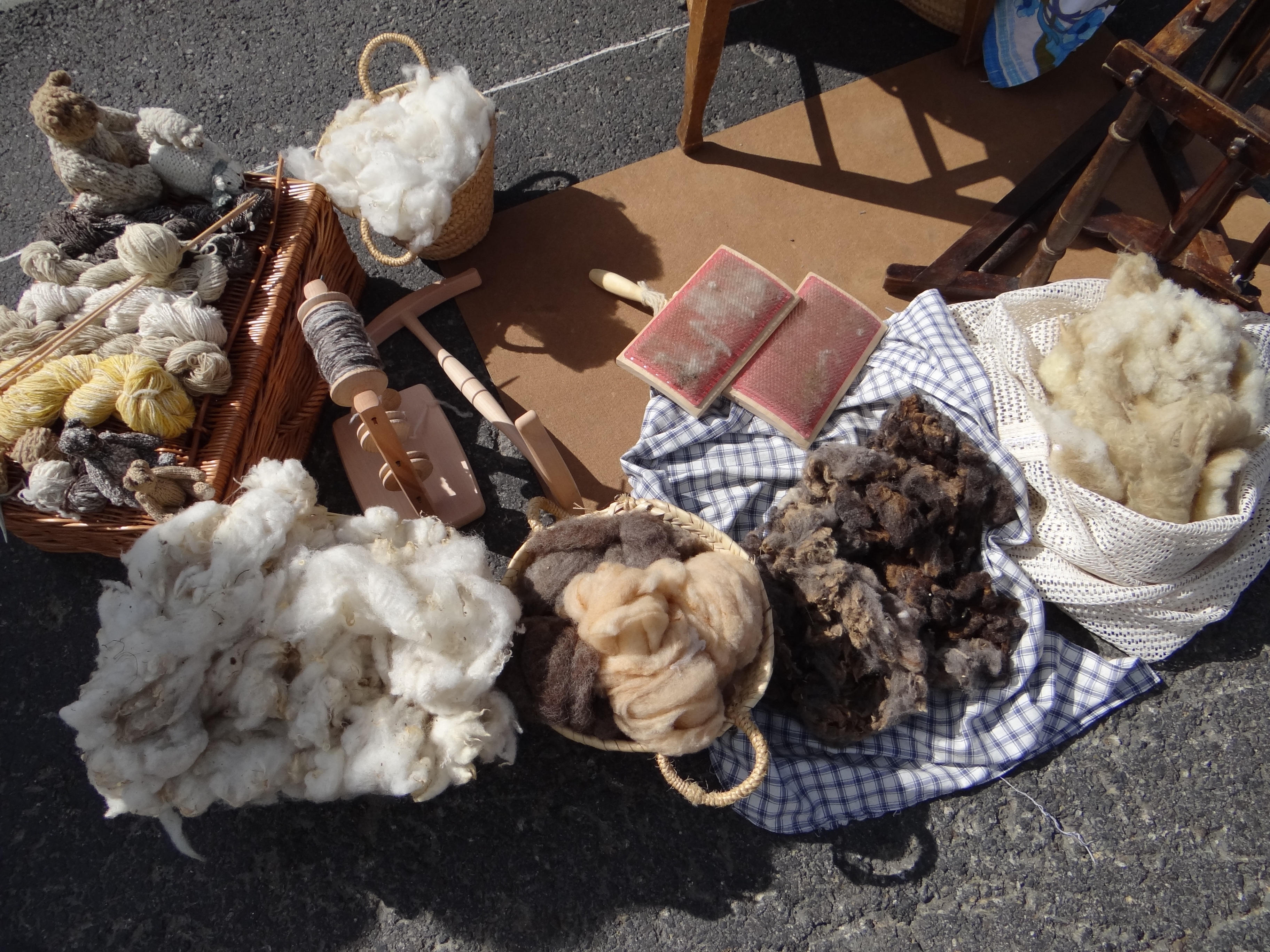
Laines de moutons
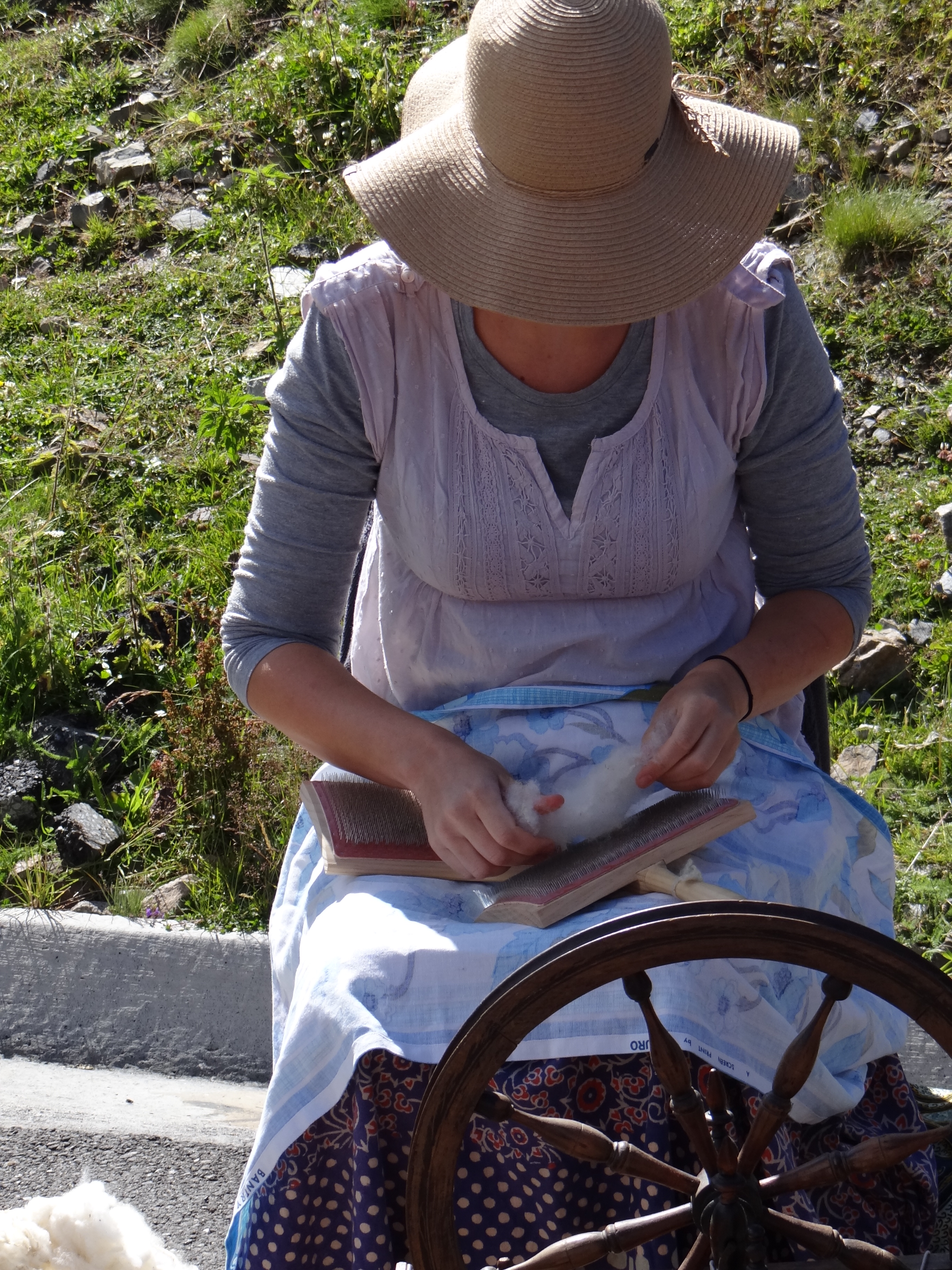
Le cardage
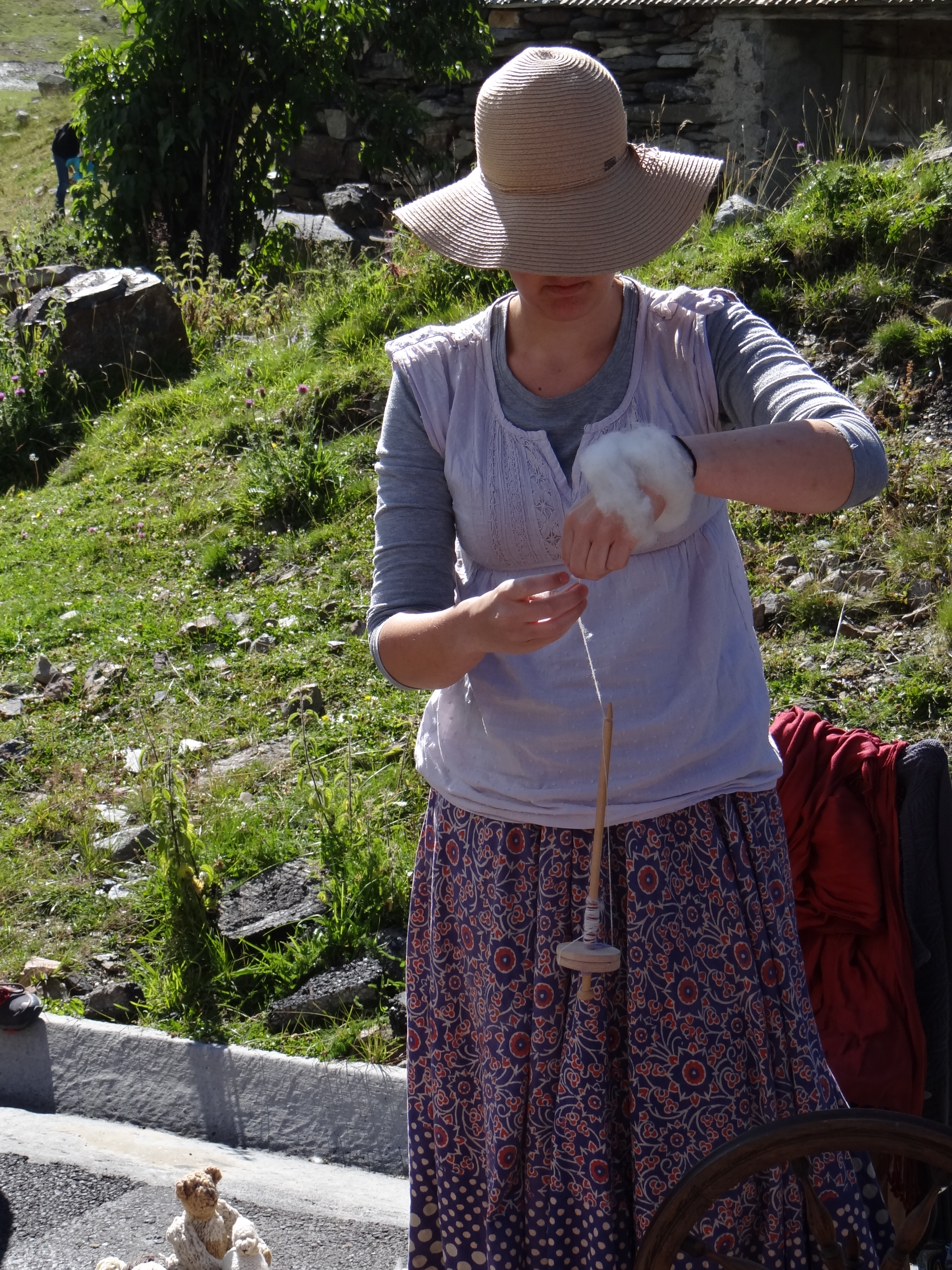
Filage au fuseau
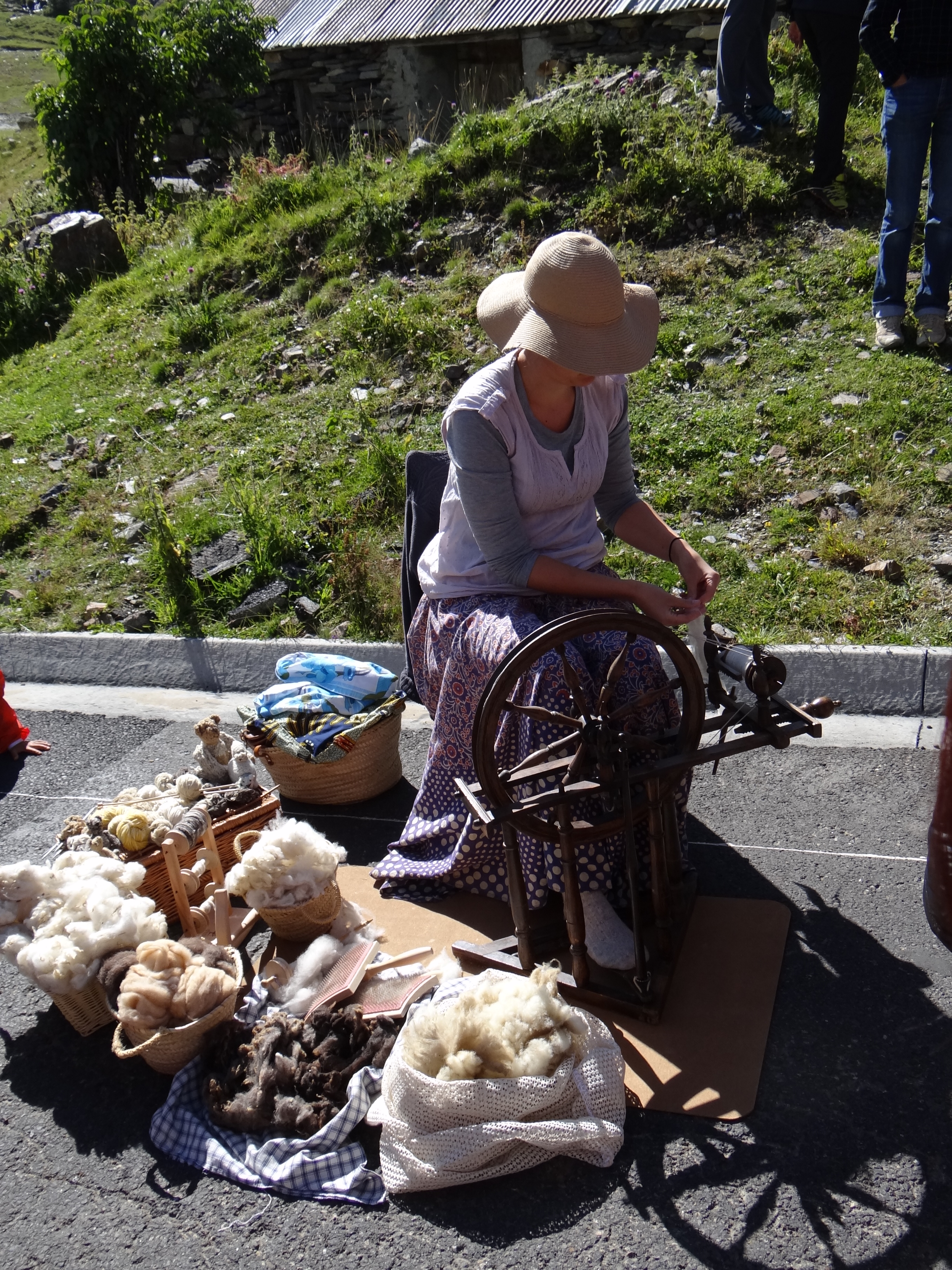
Filage au rouet

Devant le succès à Paris du barège il fut copié en Angleterre pour donner le Barège anglais.